# 블렌더

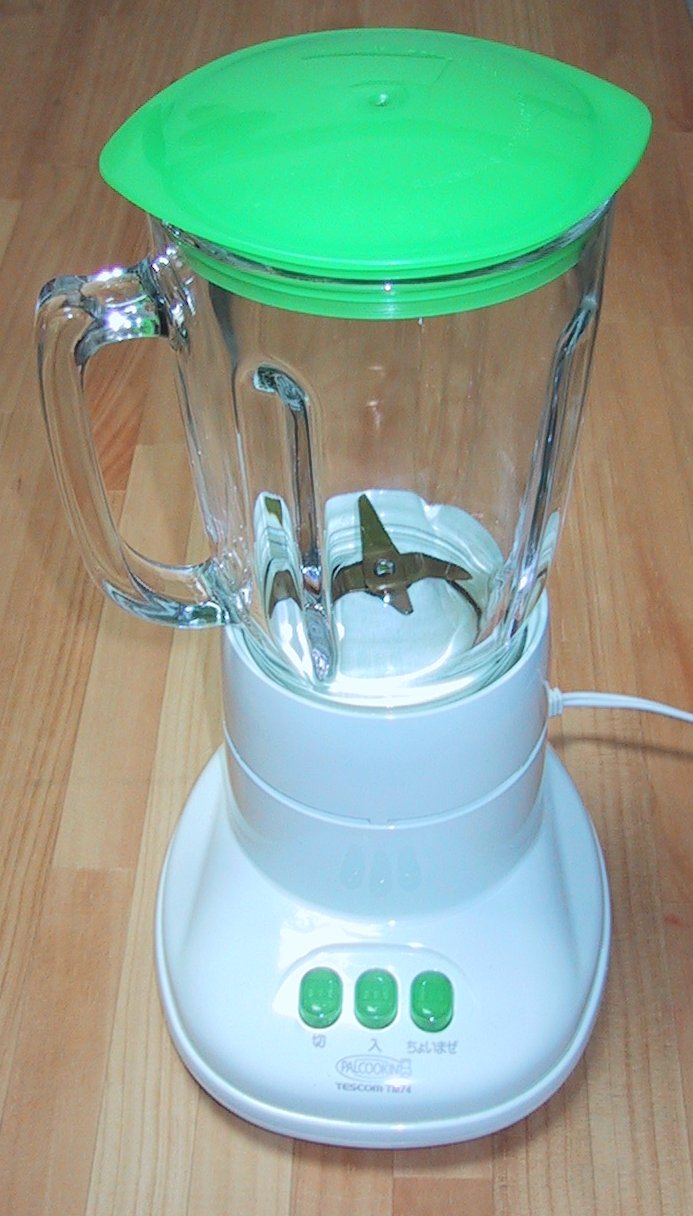
전기 믹서기

블렌더(영어: Blender)는 식자재를 갈거나 이겨 가루 또는 즙을 내거나 퓌레하는 기계이다. 통형 블렌더는 믹서 또는 믹서기(영어: Mixer)라 부르기도 한다. 커피나 향신료 등을 분쇄하는 블렌더는 분쇄기(粉碎機)로도 부른다. 막대형 블렌더는 핸드 블렌더(hand blender)라 부르기도 한다. 믹서는 모터의 회전축에 직결된 커터로 컵 속의 식품을 잘게 절단하고 뒤섞어 한데 합하는 조리기구이다. 일반적으로 식품을 넣는 용기(컵)와 모터가 있는 본체(스탠드)의 2부분으로 돼 있다. 커터는 스테인리스강으로 만든 3각형의 날이 상하로 2장씩 십자형으로 조립된 4매날이 많다. 거기에 2매를 더한 6매날로 된 것도 있으며, 매분 1만~1만 6,000회 정도의 고속회전을 한다. 컵 내벽에는 돌기가 있어 내용물이 커터와 함께 돌아가지 않도록 되어 있다.

## 같이 보기
- 믹서
- 착즙기
- 푸드 프로세서